# Potamopyrgus antipodarum
El caragol hidròbid és una espècie de gastròpode d'aigua dolça de la família Hydrobiidae, tot i que pot viure en aigües amb una alta salinitat, i també a qualsevol temperatura.
És una espècie invasora present a les illes Balears, Catalunya i el País Valencià. Tot i que encara no està molt estès i no presenta greus problemes de competència amb espècies, la seva gran possibilitat de supervivència en diferents hàbitats aquàtics fa que pugui alterar molt els ecosistemes fluvials.